# Kvercetin
Kvercetin se smatra bioflavonoidom iz grupe polifenola zbog toga što je njegova hemijska struktura osnovni "skelet" većine drugih bioflavonoida, uključujući rutin i hesperidin. Neki naučnici ga zovu još i kraljem flavonoida. Kvercetin je flavonol. Ovaj biljni flavonoid je prisutan u voću, povrću, lišću, i žitaricama.
U brojnim studijama kvercetin se pokazao kao najaktivniji od većine bioflavonoida, a brojne lekovite biljke svoju aktivnost duguju upravo kvercetinu. Pokazalo se da je kvercetin dobar protivupalni agens jer direktno blokira nekoliko početnih stupnjeva upalnog procesa. Na primer, kvercetin blokira sintezu i oslobađanje histamina i drugih medijatora upale. Osim toga dokazano je da je jak antioksidans, pa štiti LDL holesterol od oksidacije, i na taj način smanjuje opasnost od njegovog nakupljanja na unutarnjim zidovima arterija. Kvercetin takođe sprečava zgrušavanje krvi, a time i stvaranje krvnih ugrušaka.

## Moguća delovanja

### Alergije
Neki naučnici veruju kako je kvarcetin antihistaminik i da blagotvorno deluje kod lečenja polenske groznice u kombinaciji s flavonoidima iz agruma.  Kvercetin djeluje kao prirodni antihistaminik tako što blokira H1 receptor na mastocitima, koji su odgovorni za oslobađanje histamina. Time kvercetin sprječava histamin da se veže za ove receptore i pokreće alergijski odgovor.

### Upale
Kvercetin potiskuje stvaranje materija odgovornih za širenje upalnih bolova kod poremećaja poput reumatskog artritisa i kolitisa. Naučna studija koja govori tome u prilog, a obavljena na Kornel univerzitetu. Ona ukazuje na delovanje kvercetina prilikom stišavanja i ublažavanja upalnih procesa, ova studija je pokazala da flavonoidi iz soka grejpfruta, sprečavaju stvaranje enzima koji guši kortizon, prirodno protuupalno sredstvo stvoreno vlastitim telesnim mehanizmima protiv bolova.

### Srčane bolesti
Sprovedeno je nekoliko opsežnih istraživanja vezanih za kvercetin i srčane bolesti. Kvercetin možda ima bolje delovanje od vitamina E u onesposobljavanju opasnog holesterola u šteti koju može nanijeti srcu i krvotoku. Zaključak tih istraživanja glasi: „Veća konzumirana količina kvercetina je u posebnoj srazmeri s manjom opasnošću od bolesti srca i infarkta“.

### Karcinom
Sprovedena su ispitivanja na životinjama i ljudima. Zaključak je da kvercetin usporava razvoj tumora i napredovanje različitih vrsta karcinoma. Kod ljudi zaustavlja rast leukemijskih ćelija i usporava razvoj raka dojke. Kvercetin može preventivno djelovati ili liječiti rak debelog crijeva, a možda i raka jednjaka te raka endometrija.